# Candle in the Wind
Candle in the Wind — пісня Елтона Джона, випущена 1974 року. Вийшла в альбомі Goodbye Yellow Brick Road, а також як сингл. 
Ця пісня потрапила до списку 500 найкращих пісень усіх часів за версією журналу Rolling Stone
1. ↑  https://musicbrainz.org/work/a5215e7d-36e8-3c17-abb7-5fc5e27b2312